# Max Perutz
Max Ferdinand Perutz (Vienna, 19 maggio 1914 – Cambridge, 6 febbraio 2002) è stato un biologo e cristallografo austriaco naturalizzato britannico.

## Biografia
Nel 1936, essendo la sua famiglia di origine ebraica, si trasferì in Inghilterra, presso l'Università di Cambridge. Divenne ricercatore al Laboratorio Cavendish, nel gruppo di cristallografia diretto da J. D. Bernal. Nel 1959 determinò la struttura molecolare dell'emoglobina, ponendo così le basi della biologia molecolare. Nel 1962 ricevette il Premio Nobel per la Chimica insieme a John Kendrew. Nel 1979 è stato insignito della Medaglia Copley.

## Opere
- Max Ferdinand Perutz, Le molecole dei viventi, Di Renzo Editore, 2007, ISBN 88-8323-181-3.